# أعلام وشعارات ولايات النمسا
أعلام ولايات النمسا تظهر اثنين (أو ثلاثة) المشارب في الألوان الرئيسية للكل علم شعارات النبالة. هذه الأعلام هي أعلام الولايات وتظهر مع شعارات النبالة، رغم أنه من الشائع أن تظهر بدونها. بدون شعارات النبالة، بعض الأعلام متشابهة جداً، مثل أعلام تيرول والنمسا العليا (أيضاً متطابقة تقريباً مع علم بولندا). في كثير من الأحيان، يتم استخدام الأعلام في المتغيرات الرأسية مع أو بدون شعار النبالة. تظهر أيضاً شعارات النبالة للولايات النمساوية.
| الولاية       | السنة المعتمدة | العلم بدون الشعار | العلم مع الشعار | الشعار |
| ------------- | -------------- | ----------------- | --------------- | ------ |
| بورغنلاند     | 1971           |                   |                 |        |
| كيرنتن        | 1946           |                   |                 |        |
| النمسا السفلى | 1954           |                   |                 |        |
| سالزبورغ      | 1921           |                   |                 |        |
| شتايرمارك     | 1960           |                   |                 |        |
| تيرول         | 1945           |                   |                 |        |
| النمسا العليا | 1949           |                   |                 |        |
| فيينا         | 1924           |                   |                 |        |
| فورارلبرغ     |                |                   |                 |        |